# 貝伊謝希爾湖國家公園
37°41′45.12″N 31°42′50.32″E / 37.6958667°N 31.7139778°E

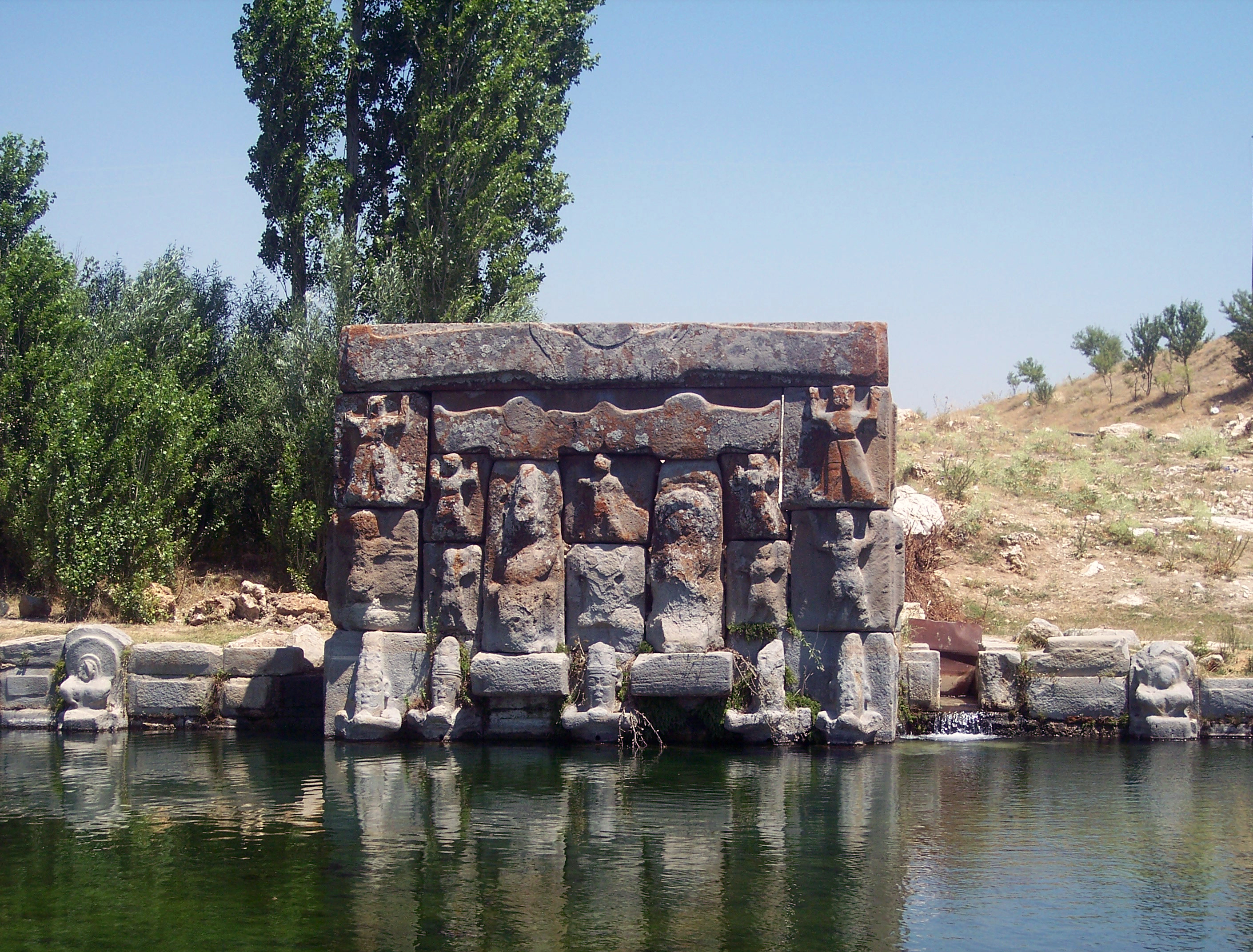

貝伊謝希爾湖國家公園是土耳其的國家公園，位於該國中部科尼亞省，成立於1993年1月31日，面積869平方公里，西面是貝伊謝希爾湖，南面是貝伊謝希爾。